# 喵呜是谁叫的？
《喵呜是谁叫的？》是一部中国上海美术电影制片厂制作的动画短片。

## 剧情简介
有只名为胖胖的小狗，因为太小一直被主人拴在家里，从来未出过门。有一天，它禁不住屋外美丽景色的诱惑，挣脱绳跑了出去。刚出门，它就被“喵呜”的一声所吸引，于是到处寻找，想知道“喵呜”的声音是谁发出来的……